# 46. Turniej Czterech Skoczni
46. Turniej Czterech Skoczni był częścią Pucharu Świata w skokach narciarskich w sezonie 1997/1998. Rozgrywany był od 29 grudnia 1997 do 6 stycznia 1998.
Cały turniej wygrał Japończyk Kazuyoshi Funaki.

## Oberstdorf
Data: 29 grudnia 1997

Państwo:  Niemcy

Skocznia: Schattenbergschanze

### Wyniki konkursu
| Poz. | Imię i nazwisko    | Narodowość | Punkty |
| ---- | ------------------ | ---------- | ------ |
| 1.   | Kazuyoshi Funaki   | Japonia    | 240,9  |
| 2.   | Hiroya Saitō       | Japonia    | 239,4  |
| 3.   | Ari-Pekka Nikkola  | Finlandia  | 235,2  |
| 4.   | Michael Wagner     | Niemcy     | 222,5  |
| 5.   | Sven Hannawald     | Niemcy     | 222,4  |
| 6.   | Noriaki Kasai      | Japonia    | 221,9  |
| 7.   | Andreas Goldberger | Austria    | 220,1  |
| 8.   | Kazuya Yoshioka    | Japonia    | 219,6  |
| 9.   | Takanobu Okabe     | Japonia    | 218,6  |
| 10.  | Andreas Widhölzl   | Austria    | 217,6  |

## Garmisch-Partenkirchen
Data: 1 stycznia 1998

Państwo:  Niemcy

Skocznia: Große Olympiaschanze

### Wyniki konkursu
| Poz. | Imię i nazwisko  | Narodowość | Punkty |
| ---- | ---------------- | ---------- | ------ |
| 1.   | Kazuyoshi Funaki | Japonia    | 243,5  |
| 2.   | Masahiko Harada  | Japonia    | 241,8  |
| 3.   | Hiroya Saitō     | Japonia    | 236,9  |
| 4.   | Janne Ahonen     | Finlandia  | 228,4  |
| 5.   | Jani Soininen    | Finlandia  | 227,2  |
| 6.   | Primož Peterka   | Słowenia   | 225,9  |
| 7.   | Michael Wagner   | Niemcy     | 222,2  |
| 8.   | Dieter Thoma     | Niemcy     | 221,8  |
| 9.   | Kazuya Yoshioka  | Japonia    | 215,3  |
| 10.  | Sven Hannawald   | Niemcy     | 212,5  |

## Innsbruck
Data: 4 stycznia 1998

Państwo:  Austria

Skocznia: Bergisel

### Wyniki konkursu
| Poz. | Imię i nazwisko    | Narodowość | Punkty |
| ---- | ------------------ | ---------- | ------ |
| 1.   | Kazuyoshi Funaki   | Japonia    | 240,7  |
| 2.   | Sven Hannawald     | Niemcy     | 230,3  |
| 3.   | Janne Ahonen       | Finlandia  | 230,2  |
| 4.   | Masahiko Harada    | Japonia    | 229,3  |
| 5.   | Andreas Goldberger | Austria    | 228,3  |
| 6.   | Jani Soininen      | Finlandia  | 224,8  |
| 7.   | Dieter Thoma       | Niemcy     | 224,5  |
| 8.   | Primož Peterka     | Słowenia   | 204,2  |
| 9.   | Nicolas Dessum     | Francja    | 203,9  |
| 10.  | Hiroya Saitō       | Japonia    | 195,4  |

## Bischofshofen
Data: 6 stycznia 1998

Państwo:  Austria

Skocznia: Paul-Ausserleitner-Schanze

Punkt konstrukcyjny: 120 m

### Wyniki konkursu
| Poz. | Imię i nazwisko    | Narodowość | Punkty |
| ---- | ------------------ | ---------- | ------ |
| 1.   | Sven Hannawald     | Niemcy     | 247,6  |
| 2.   | Hansjörg Jäkle     | Niemcy     | 235,2  |
| 3.   | Janne Ahonen       | Finlandia  | 232,7  |
| 4.   | Dieter Thoma       | Niemcy     | 229,6  |
| 5.   | Andreas Widhölzl   | Austria    | 228,6  |
| 6.   | Andreas Goldberger | Austria    | 225,0  |
| 7.   | Jani Soininen      | Finlandia  | 223,1  |
| 8.   | Kazuyoshi Funaki   | Japonia    | 218,9  |
| 9.   | Kimmo Savolainen   | Finlandia  | 212,6  |
| 10.  | Wolfgang Loitzl    | Austria    | 205,9  |

## Klasyfikacja generalna
| Poz. | Skoczek            | Kraj      | Punkty |
| ---- | ------------------ | --------- | ------ |
| 1.   | Kazuyoshi Funaki   | Japonia   | 944,0  |
| 2.   | Sven Hannawald     | Niemcy    | 912,8  |
| 3.   | Janne Ahonen       | Finlandia | 907,0  |
| 4.   | Andreas Goldberger | Austria   | 884,4  |
| 5.   | Jani Soininen      | Finlandia | 863,7  |
| 6.   | Dieter Thoma       | Niemcy    | 859,1  |
| 7.   | Andreas Widhölzl   | Austria   | 831,8  |
| 8.   | Stefan Horngacher  | Austria   | 808,8  |
| 9.   | Kazuya Yoshioka    | Japonia   | 804,3  |
| 10.  | Masahiko Harada    | Japonia   | 777,9  |